# Ve jménu krále
Ve jménu krále (v originále In the Name of the King: A Dungeon Siege Tale a také Dungeon Siege: In the Name of the King nebo pouze In the Name of the King) je německo-americký akční fantasy film z roku 2007, který režíroval Uwe Boll a v hlavních rolích hrají Jason Statham, Claire Forlani, Leelee Sobieski, John Rhys-Davies, Ron Perlman, Ray Liotta a Burt Reynolds. Film je inspirován herní sérií Dungeon Siege. Anglicky mluvený film byl natočen v mezinárodní koprodukci (Německo, USA a Kanada) a natáčen byl v Kanadě. Své premiéry se dočkal na Bruselském festivalu fantastických filmů v dubnu 2007 a do kin byl uveden v listopadu 2007.
Po uvedení do kin se film setkal s velkým komerčním i kritickým neúspěchem. Byl odsouzen kritiky a vydělal pouze 13,1 milionu dolarů při rozpočtu 60 milionů dolarů.

## Děj
Ve fantasy království Ehb žije Farmář (Jason Statham) poklidný život se svou ženou Solanou a synem Zephem. Jednoho dne však na jejich vesnici Stonebridge zaútočí krugové – dříve primitivní stvoření, která nyní bojují s nečekanou inteligencí a výcvikem. Jsou totiž ovládáni temným mágem Gallianem, který touží ovládnout Ehb.
Při útoku je Zeph zabit, Solana unesena a Farmář se spolu s přáteli Norickem a Bastianem vydává ji zachránit. Mezitím se král Konreid, jeho mág Merick a armáda pokoušejí zastavit Galliana. Merick postupně zjistí, že Farmář je ve skutečnosti králův dávno ztracený syn Camden, který byl ukrytý v dětství, aby byl ušetřen války.
Farmář a královská armáda porazí krugy v bitvě, ale Konreid je smrtelně zraněn a před svou smrtí uzná Farmáře za svého syna a nového krále. V závěrečném střetu Farmář s pomocí spojenců proniká do Gallianovy pevnosti. Po bitvě s Gallianem a obětech svých přátel ho nakonec zabije a zlomí tím kouzlo, které ovládalo krugy.
Farmář zachrání Solanu, dozví se, že čeká jejich druhé dítě, a jako nový král obnoví mír v království.

## Obsazení
- Jason Statham jako farmář / Camden Konreid
- Leelee Sobieski jako Muriella
- John Rhys-Davies jako Merick
- Ron Perlman jako Norick
- Claire Forlani jako Solana
- Kristanna Loken jako Elora
- Matthew Lillard jako vévoda Fallow
- Ray Liotta jako Gallian
- Burt Reynolds jako král Konreid
- Brian White jako velitel Tarish
- Mike Dopud jako generál Backler
- Will Sanderson jako Bastian
- Tania Saulnier jako Talwyn
- Gabrielle Rose jako Delinda
- Terence Kelly jako Trumaine
- Colin Ford jako Zeph